# Konstruierte Sprache
Konstruierte Sprachen, auch Kunstsprachen oder künstliche Sprachen, sind Sprachen, die von einer Person oder einer Gruppe aus verschiedenen Gründen und zu verschiedenen Zwecken neu entwickelt wurden. Sie stehen im Gegensatz zu den natürlichen Sprachen. Künstliche Sprachen verfügen wie natürliche über einen Symbolwortschatz, über eine Grammatik, über Regeln und über die Möglichkeit zur Interpretation. Des Weiteren kann es nach der Veröffentlichung der Sprache vorkommen, dass die Sprache von einer größeren Gruppe von Menschen regelmäßig benutzt und dabei erweitert und verändert wird – wie etwa bei Esperanto, das seit etwa 1888 in Gebrauch ist.
Im Prinzip kann man bei den konstruierten Sprachen unterscheiden zwischen Sprachen, die der Erleichterung der Kommunikation (etwa Esperanto), und solchen, die der Berechnung (etwa Programmiersprachen) dienen.
Die allgemeine Kennung für konstruierte Sprachen nach der internationalen Sprachenstandardisierung ISO 639-2 ist der Code art, wobei weit verbreitete Sprachen einen eigenen Code erhalten haben.

## Arten
Die Einteilung der konstruierten Sprachen ist schwierig und nie ganz eindeutig. Im Laufe der Jahrhunderte gab es unzählige Ansätze, Sprachen zu entwickeln. Eine klassische Unterscheidung stammt von Couturat und Leau:
- A-priori-Sprachen werden von Grund auf neu erfunden. Sie folgen beispielsweise einem philosophischen System, das die Welt kulturell neutral beschreiben oder klassifizieren soll. Aus den bestehenden Sprachen bzw. Schriften übernimmt man Symbole zur grafischen Repräsentation
- A-posteriori-Sprachen folgen bereits bestehenden Sprachen.

Darauf aufbauend kann man A-posteriori-Sprachen nach der Art ihrer Quellsprachen beschreiben. Eine differenziertere Unterscheidung kann durch Angabe des Sprachtyps aus der Sprachwissenschaft getroffen werden, wobei ein bestimmter Typ nur bei konstruierten Sprachen beschrieben ist. Dieser oligosynthetische Sprachtyp kennzeichnet sich durch ein extrem reduziertes Vokabular (von maximal einigen hundert Lexemen), wodurch komplexere Zusammenhänge nur über Komposition hergestellt werden können. Das in den 1960ern von John W. Weilgart vorgestellte aUI' oder Toki Pona (2001 von Sonja Elen Kisa) sind erwähnenswerte Beispiele dafür. Die weitaus praktischste Methode, konstruierte Sprachen einzuteilen, ist es, nach deren Bestimmungszweck zu urteilen. Diese kurze Auflistung von groben Kategorien ist eine Einteilung, die auf bekannten Prototypen in der Geschichte der konstruierten Sprachen basiert.
In seiner Übersichtsarbeit unterscheidet Grant Goodall (2023) vier Typen von konstruierten Sprachen und weist ihnen ein Zeitalter zu:
- die ersten konstruierten Sprachen waren philosophisch motiviert und entstanden im 17. Jahrhundert. Man beabsichtigte, mit Hilfe von Plansprachen die Realität genauer erfassen und erörtern zu können. Ein Beispiel dafür ist der Versuch von John Wilkins, sämtliche Wörter als hierarchische Struktur semantisch zu erfassen. Sinnverwandte Wörter hatten in seinem Entwurf lediglich unterschiedliche Endungen. So wäre zita ein Hund, und zitas ist ein Wolf (d. h. ein wilder Hund).
- ab 1850 entstanden Kunstsprachen, die der internationalen Kommunikation dienen sollten. Esperanto dient hier als wichtigster Vertreter.
- ab 1900 wurden Sprachen konstruiert, die dem Erzählen von Geschichten dienten (besonders die Sprachvielfalt, die J. R. R. Tolkien erschuf), oder als Freizeitbeschäftigung.
- erst wenige Jahrzehnte alt ist das Bestreben, mit konstruierten Sprachen zu erforschen, wie Menschen Sprache wahrnehmen und verarbeiten (Psycholinguistik).[1]

### Plansprachen
Als Plansprachen bezeichnet man jene konstruierten Sprachen, die für zwischenmenschliche Kommunikation geschaffen wurden. Am häufigsten wurde das Ziel, internationale Verständigung zwischen verschiedenen Kulturen zu erleichtern, verfolgt. In diesem Fall spricht man auch von sogenannten Welthilfssprachen. Der Aufschwung dieser Plansprachen begann 1850, als durch Eisenbahnen, Linienschiffe und Telegraphen die Welt verbunden wurde und Fernreisen für Teile der Mittelschicht erschwinglich wurden. Ein wahrer Boom bestand zwischen 1886 und 1916, als mehr als 150 Plansprachen in Veröffentlichungen vorgestellt wurden.
Von diesen sind Esperanto (1887 von Ludwik Lejzer Zamenhof veröffentlicht), dessen Ableger (sogenannte Esperantiden) Ido (1907 von Louis de Beaufront) und Interlingua (1951 von der International Auxiliary Language Association) als Beispiele herauszugreifen. Bekannte Vorgänger des Esperanto waren das musikalische Solresol, das ab 1817 vom französischen Musiklehrer François Sudre entwickelt wurde, und das 1880 vorgestellte Volapük des Priesters Johann Martin Schleyer. Keine der Welthilfssprachen konnte bislang eine so weite Verbreitung finden, dass sie allgemein als Verkehrssprache (Lingua Franca) in Verwendung wäre: Es gibt weltweit rund 100.000 Personen, die in Esperanto ein relativ hohes Konversationsniveau haben (Lindstedt, 2006); schon 2006 gab es rund 1000 Menschen, die mit Esperanto als Muttersprache aufgewachsen waren (ebenso Lindstedt, 2006). Für die Erforschung als Muttersprache wird allerdings der Umstand betont, dass es unter diesen tausend Menschen kaum jemanden gibt, der nur mit Esperanto aufgewachsen ist. In der Praxis erwerben diese Menschen noch im Kindesalter eine zweite Sprache, sei es durch Schulbesuch oder Freizeitaktivitäten.
Einen Grenzfall zu konstruierten Sprachen bilden kontrollierte Sprachen. Diese zeichnen sich durch streng definierte Regeln aus, wie Vokabular, Satzstellung und Textualität, und müssen so gestaltet sein, dass sie für Anfänger der Sprache leichter verständlich werden oder den Text, der in der Sprache geschrieben ist, übersetzungsgerecht halten. Extremfälle der kontrollierten Sprachen sind jene natürlichen Sprachen, die sich auf einen festgelegten Grundwortschatz beschränken, um diese Sprache als Welthilfssprache zu etablieren. Mit Basic English versuchte Charles Kay Ogden 1930, einen solchen Ansatz welttauglich zu machen. Ein deutsches Pendant dazu war beispielsweise das 1917 entwickelte Kolonialdeutsch, genannt Weltdeutsch, des Naturwissenschaftlers Wilhelm Ostwald. Diese Projekte standen jedoch teilweise unter der Kritik, eine kolonialistische Politik zu unterstützen und in diesem Sinne Sprachimperialismus fördern zu wollen.

### Logische Sprachen
Im weiteren Sinn lassen sich auch logische Sprachen zu den Plansprachen zählen. Diese Sprachen sollen eine Kommunikation zwischen Menschen ermöglichen, die möglichst unmissverständlich ist und auf logischen Prinzipien aufbaut. Der bekannteste moderne Vertreter dieser Sprachen ist Lojban, das durch Abspaltung einer Gruppe um Bob LeChevalier in den 1980er-Jahren vom Loglan-Projekt entstanden ist. Im Jahre 1997 wurde die vollständige Grammatik veröffentlicht, sie wird bis heute gepflegt. Loglan wurde ursprünglich in den 1950er-Jahren vom Linguisten James Cooke Brown erfunden, um die sogenannte Sapir-Whorf-Hypothese zu testen.

### Philosophische Sprachen
Eine weitere Kategorie bilden die philosophischen Sprachen. Diese meist apriorischen Sprachen erheben den Anspruch, im weitesten Sinne transzendente Wahrheiten ausdrücken zu können, die mit herkömmlichen Sprachen nicht auszudrücken sind. Im siebzehnten Jahrhundert waren John Wilkins (1668 in Essay towards a Real Character and a Philosophical Language) und Gottfried Wilhelm Leibniz (Characteristica universalis) prominente Vertreter der Auffassung, man könne und solle eine perfekte Sprache entwickeln, die auf den Erkenntnissen der Wissenschaften beruht, und somit automatisch weitere Wahrheiten produzieren können sollte. Modernere philosophische Sprachen sind das Toki Pona, das mit seinem minimalistischen Aufbau taoistische Werte zu verfolgen sucht, oder Láadan, das 1982 von Suzette Haden Elgin als Sprache kreiert wurde, die auf die Bedürfnisse und Gefühle von Frauen zugeschnitten sei.
Neben gesprochenen Plansprachen gibt es auch Gebärdensprachen wie Gestuno (1973), oder auch logografische Sprachen, wie eine solche mit den Bliss-Symbolen 1949 von Charles K. Bliss erfunden wurde.

### Geheimsprachen
Die ältesten Sprachkreationen sind wahrscheinlich Geheimsprachen, die erstmals im antiken Griechenland belegt sind. Als älteste konstruierte Sprache mit bekanntem Autor wird oft die Lingua ignota genannt, die im 12. Jahrhundert von Hildegard von Bingen erfunden wurde. Tatsächlich handelt es sich nicht um eine Sprache, sondern um eine Wörterliste von rund tausend Phantasiewörtern, durchweg Substantiven, mit beigefügten lateinischen und deutschen Äquivalenten, wobei die sachliche Gruppierung (Kirchliches, Kalendarisches, Hauswirtschaftliches, Naturkundliches) und der lateinisch-deutsche Wortbestand eng an ausgewählte Kapitel eines älteren klösterlichen Lehrbuches, dem Summarium Heinrici, angelehnt sind. Die neuere Forschung vermutet, dass die Phantasiewörter als mnemotechnisches Hilfsmittel bei der Aneignung des Lehrstoffs des Summarium Heinrici dienten und, sofern sie auch in der klosterinternen Kommunikation gebraucht wurden, eher der Unterhaltung als der Geheimhaltung dienten.
Auch „Zwillingssprachen“, die zwischen Zwillingsgeschwistern eine häufig anzutreffende Kommunikationsform sind, werden manchmal zu den Geheimsprachen gerechnet.
Die seit dem Spätmittelalter bezeugte Sondersprache der Bettler und Gauner im deutschen Sprachbereich – das Rotwelsch – sowie das französische Argot können auch zu den Geheimsprachen gerechnet werden, gelten aber meistens nicht als konstruierte Sprachen.

### Sondersprachen
Sondersprachen sind Sprachen oder Sprachformen, die innerhalb einer Sprachgemeinschaft nur von einem Teil der Mitglieder verwendet werden. Sie wurden in der Vergangenheit auch als Geheimsprachen bezeichnet, nachdem ihre häufig sozial randständigen Sprecher kriminalisiert waren. In der Mehrheitsbevölkerung bestand die Vorstellung, die Sprecher organisierten so sprachlich verdeckt kriminelle Aktivitäten. Davon hat sich die heutige Sondersprachenphilologie gelöst, die den Terminus „Geheimsprache“ verworfen und durch das nicht wertende „Sondersprache“ ersetzt hat. Sondersprachen haben die Funktion, die Gruppenidentität zu stärken. Auch geschlechtsgebundene Sondersprachen kommen vor.
Als Beispiel einer konstruierten Sondersprache kann das Medefaidrin genannt werden. Es handelt sich dabei um eine Sprache mit apriorischem, den Initiatoren „vom Heiligen Geist offenbartem“ Vokabular und einer eigenen Schrift. Medefaidrin wurde seit Ende der 1920er Jahre von einer kleinen neureligiösen Gemeinschaft in Nigeria verwendet und ist jetzt nicht mehr in Gebrauch.
Die Henochische Sprache wurde um 1582 von den englischen Gelehrten John Dee und Edward Kelley entwickelt und dient in neureligiösen Zirkeln wie dem Hermetic Order of the Golden Dawn noch heute als Liturgiesprache.
Ein weiteres Beispiel ist die Sprache der Eskaya, einer kulturellen Minorität auf der philippinischen Insel Bohol. Diese Sprache wurde Anfang des 20. Jahrhunderts geschaffen und hat ebenfalls ein weitgehend apriorisches Vokabular und eine eigene Silbenschrift. Diese Sprache wird heute noch unterrichtet und von ca. 100 Familien in Gebeten, Gesängen und formellen Reden verwendet.
Medefaidrin und die Eskayasprache erinnern stark an die mittelalterliche Lingua ignota der Hildegard von Bingen, von der nicht viel mehr als eine Wörterliste und das Alphabet überliefert ist. Die Lingua ignota erscheint als unausgereifter Fötus einer konstruierten Sondersprache. Auch das besser entwickelte Balaibalan, das wahrscheinlich im 15. oder 16. Jahrhundert im Osmanischen Reich erschaffen wurde, war wohl als Sondersprache gedacht.
Damin, die ehemalige Sondersprache der erwachsenen Männer auf der Insel Mornington im Norden von Australien, unterscheidet sich von den schon genannten nicht nur durch ihre anders definierte Sprechergruppe, sondern auch durch ihr extravagantes Phoneminventar und ihren minimalistischen Vorrat an Morphemen. Die Sprache wurde als Teil einer Initiationszeremonie unterrichtet, dem die christliche Mission ein Ende gesetzt hat.

### Fiktionale Sprachen
Fiktionale Sprachen werden meist zu künstlerischen Zwecken erfunden, häufig als Teil einer fiktiven Welt. Sie finden sich in Literatur oder Film beziehungsweise in Rollen- oder Computerspielen. Häufig werden fiktionale Sprachen irreführenderweise als fiktive Sprachen (erfundene, nichtexistierende) bezeichnet. Das täuscht jedoch über die Tatsache hinweg, dass einige fiktionale Sprachen ein vollständiges Vokabular besitzen und über ausgeklügelte Regeln bezüglich Syntax und Grammatik verfügen. Vor allem bei den folgenden beiden erstgenannten Beispielen haben sich gewisse Sprachgemeinschaften etabliert, womit die Sprachen selbst – im Gegensatz zu den Welten, für die sie erfunden wurden – keineswegs nur mehr als fiktiv zu bezeichnen sind.

#### Bekannte Beispiele
- Quenya und Sindarin – Sprachen der Elben  J. R. R. Tolkiens. Um diese Sprachen herum erst – wie Tolkien anführte – sei die gewaltige fiktive Welt „Mittelerde“ entstanden, wie sie unter anderem in seinem Roman Der Herr der Ringe beschrieben ist (siehe dazu Sprachen und Schriften in Tolkiens Welt, wo auch weitere Sprachkonzepte Tolkiens beschrieben sind).
- Die klingonische Sprache, die 1984 von dem Linguisten Marc Okrand für die auf dem Planeten „Qo’noS“ beheimateten Klingonen beziehungsweise für die Fernsehserie Star Trek von Gene Roddenberry konzipiert wurde. Klingonisch ist eine der wenigen offiziell anerkannten fiktionalen Sprachen mit eigenem ISO-Code.
- Mando'a oder im Deutschen Mandalorianisch genannt, ist eine fiktionale Sprache, die von der für Lucasfilm arbeitenden Autorin Karen Traviss für Star Wars entwickelt wurde. Zwar gab es vor ihrer Anteilnahme durch Lucasfilm schon einige Begriffe in dieser Sprache, Traviss entwickelte aber einen umfangreichen Wortschatz sowie eine eigene Grammatik.[9]
 Eine andere fiktionale Star-Wars-Sprache ist Huttisch. Sie ähnelt einer in Südamerika gesprochenen Sprache.
- Talossanisch, die Sprache der Mikronation Königreich Talossa.
- Kobaïanisch ist die Sprache, in der die französische Musikgruppe Magma ihre Lieder vorträgt und die auch von anderen Rockbands verwendet wird.
- Baronh aus der Romanreihe Seikai no Monshō/Senki von Hiroyuki Morioka, die auf altem Japanisch basiert.
- Na’vi ist die Sprache der gleichnamigen Bewohner des Mondes Pandora in dem Film Avatar – Aufbruch nach Pandora.
- Dothrakisch, die Sprache der Dothraki, und Valyrisch, die Sprache aus Valyria, aus der Fernsehserie Game of Thrones, basierend auf dem Lied von Eis und Feuer von George R. R. Martin.
- Trigedasleng, eine von David J. Peterson für die Science-Fiction-Serie The 100 entwickelte Sprache. Sie besitzt eine eigene Grammatik und beruht auf einem stark vereinfachten Englisch.
- Gleich mehrere polulangrische Sprachen führt James Krüss in seinem 1968 bei Damokles in Ahrensburg erschienenen Buch Polulangrische Lieder anhand von zahlreichen Textbeispielen vor, die er nach eigenen Angaben (so der Untertitel) „gesammelt, herausgegeben und mit einer Vorbemerkung, Anmerkungen, Fußnoten, Zeichnungen und einem Literaturverzeichnis versehen“ habe.
- Elfisch und Zwergisch, Sprachen der Elfen und Zwerge in Andrzej Sapkowskis Hexer-Saga um den Hexer Geralt von Riva.
- Balbuta, Sprache im Roman Сабакі Эўропы (Europas Hunde) von Alhierd Bacharevič
- Die darkovanische Sprache ist die Sprache der Bewohner des Planeten Darkover aus den Science-Fiction-Romanen Marion Zimmer Bradleys.
- Darnassisch und Thalassisch – Sprachen der Nachtelfen und Hoch- oder Blutelfen in dem Fantasy-MMORPG World of Warcraft. Zu diesen Sprachen existiert, im Gegensatz zu den anderen Sprachen in World of Warcraft, als einzige eine gewisse Art der Übersetzung in Form von „häufig benutzten“ Wörtern oder Redewendungen.
- Dovahzul (Drachenstimme), die Sprache der Drachen aus The Elder Scrolls V: Skyrim.
- Drac ist die Sprache der Dracs aus dem Science-Fiction-Film Enemy Mine – Geliebter Feind von Wolfgang Petersen und dem gleichnamigen Roman von Barry B. Longyear. Das Besondere dieser Sprache ist, dass sie gesungen werden muss.
- Galach und Chakobsa sind von alten Erdendialekten geprägte Sprachen, die von Frank Herbert für seine Science-Fiction-Saga Dune (dt. Der Wüstenplanet) erdacht wurden.
- Hajara, Wassersprache, ist in der Buchreihe Alea Aquarius die Sprache von Meermenschen und Magischen.
- Das Projekt Ill Bethisad beschreibt ein alternatives Universum, für das über ein Dutzend fiktionale Sprachen konstruiert wurden.[10][11][12] So bedient sich die vom Linguisten Jan van Steenbergen entwickelte Plansprache Wenedyk einer Orthografie, die der polnischen zum Verwechseln ähnlich sieht, aber auf romanischem Vokabular und romanischer Grammatik beruht,[13] analog dazu basiert das romanische Brithenig auf einer keltischen Orthografie.[14]
- Imperiales Gotisch, Amtssprache des Imperiums der Menschheit im Science-Fiction-Universum von Warhammer 40.000 (1. Edition). Konstruiert wurde sie aus latinisierten Englisch und hat sich hintergrundtechnisch aus den Sprachen des 20. Jahrhunderts entwickelt. Die Sprachfamilie unterteilt sich in Hochgotisch und Niedergotisch.
- Interkosmo oder Satron (Arkonidisch) aus der deutschen Science-Fiction-Serie Perry Rhodan.
- Nadsat, der englisch-russische Slang der Jugendlichen in dem Buch A Clockwork Orange (1962) von Anthony Burgess.
- Neusprech – eine Sprache, die die Regierung von Ozeanien in George Orwells Dystopie 1984 (erschienen 1949) einführt, um sogenannte Gedankenverbrechen in der Bevölkerung zu verhindern. Den Ausdruck „Neusprech“ verwendet man seitdem immer wieder, wenn auf neu geschaffene Wörter oder Euphemismen innerhalb der Political correctness hingewiesen werden soll.
- Tomanisch in Der große Diktator (1940).
- Isdira und Rogolan – Elfische und zwergische Sprache in der Welt des Pen-and-Paper-Rollenspiels „Das schwarze Auge“ (DSA)

### Formale Sprachen
Als formale Sprachen bezeichnet man sämtliche Sprachen, die durch formale Grammatiken erzeugt werden können. Sie gehören in das Spezialgebiet der Logik und der theoretischen Informatik. Die Untersuchung formaler Sprachen als solcher wurde in den 1950er-Jahren durch Noam Chomsky angestoßen, der die Theorie der generativen Transformationsgrammatik aufgestellt hat. Gängige linguistische Theorien besagen, dass sich im Prinzip alle Sprachen als formale Sprachen ausdrücken lassen. Zur Notation bedient man sich je nach Gegenstand beispielsweise der Backus-Naur-Form oder des X-Bar-Schemas.
Die formalen Systeme der Logik waren die frühesten formalen Sprachen. Als erste gilt Gottlob Freges Begriffsschrift aus dem Jahr 1879. Logiksysteme können sich in ihrer Ausdrucksstärke unterscheiden, in diesem Sinne spricht man beispielsweise von Aussagenlogik und Prädikatenlogik. Daneben gibt es Unterschiede in Bezug auf die verwendete Ableitbarkeitsrelation, z. B. bei klassischer und intuitionistischer Logik.
Praktische Anwendung haben formale Sprachen vor allem als Programmiersprachen (im weitesten Sinne). Mit ihnen ist es möglich, präzise Anweisungen zu formulieren, die ein Computer erkennen und umsetzen kann. Die Anwendungsbereiche sind vielfältig. In Frage kommen Programmiersprachen in der Regel als:
- Assemblersprachen, die direkt auf den jeweiligen Hauptprozessor des Computers zugeschnitten sind und mittels eines Assemblers in Maschinensprache übersetzt werden.
- höhere Programmiersprachen, die im Gegensatz zu Assemblersprachen abstrakte Begriffe beinhalten, was die Les- und Erlernbarkeit enorm steigert. Eine weitere Einteilung kann in „objektorientierte Sprachen“ (wie Java oder C++) beziehungsweise „nicht-objektorientierte Sprachen“ (wie C oder Pascal) getroffen werden.
- Abfragesprachen wie SQL oder XQuery, die in relationalen Datenbanken gebraucht werden.
- Auszeichnungssprachen wie SGML, HTML oder LaTeX, die es ermöglichen, Texte zu formatieren.
- Modellierungssprachen mit der Unified Modeling Language (UML) als deren Hauptvertreter. Sie erlauben es, Computerprogramme zu planen und zu strukturieren, ohne dabei auf einen linearen Algorithmus angewiesen zu sein. Die Vorteile dieser meist graphisch orientierten Sprachen kommen vor allem bei der objektorientierten Entwicklung zum Tragen.

### Dokumentationssprachen
Dokumentationssprachen sind Sprachen, die zu Zwecken der Dokumentation zur Indexierung von Informationen unterschiedlichster Art verwendet werden. Sie zeichnen sich durch ein Kontrolliertes Vokabular aus, so dass Homonyme und Synonyme vermieden werden. Sie werden je nach Anwendungsbereich in der Form von Thesauri, Schlagwortkatalogen (häufig über Verwendung von syntaktischen Indexierungen) oder Klassifikationen (z. B.: Dezimalklassifikationen wie Paul Otlets und Henri LaFontaines Universelle Dezimalklassifikation) verwendet.

### Schriftsprachen und Schriftsysteme
Streng genommen müssten alle kodifizierten Verschriftlichungen einer Sprache als konstruiert angesehen werden, weil sich eine Schriftsprache niemals direkt, sondern nur durch mehr oder weniger beliebige Konventionen ableiten lässt, die stets von einer Person oder einer kleinen Gruppe eingeführt und überwacht werden. Allgemein spricht man jedoch von einer konstruierten Schriftsprache, wenn der Schöpfer bekannt ist und die Schreibung klaren Regeln folgt. Dabei handelt es sich meistens um Konventionen, die aufbauend auf einem oder mehreren Idiomen einer Nationalsprache entwickelt werden und demnach einen eigenen Namen bekommen. Die bekannteren Beispiele sind das im 19. Jahrhundert von Ivar Aasen geschaffene Nynorsk sowie die 1982 beziehungsweise 1998 von Heinrich Schmid entwickelten Rumantsch Grischun und Ladin Dolomitan. Nicht immer können sich konstruierte Schriftsprachen durchsetzen. Die Ende des 18. Jahrhunderts von Anton Bernolák entwickelte slowakische Schriftsprache wurde nach gut 50 Jahren von der neu kodifizierten und bis heute verwendeten Schriftsprache endgültig abgelöst.
Als Beispiele für Schriftsysteme natürlicher Idiome, die sich nicht aus anderen Systemen entwickelt haben, sondern mehr oder weniger neu erfunden wurden, können angegeben werden: das koreanische Hangeul (Sejong, 1440er) und die nordamerikanischen Alphabete der Cree (James Evans, 1840er), Cherokee (Sequoyah, 1820er) und Osage (Herman Mongrain Lookout und Michael Everson, 2004/2014).

### Spielsprachen
Als Spielsprachen bezeichnet man Modifikationen vorhandener Sprachen, wie sie Kinder und Jugendliche in allen Teilen der Welt häufig verwenden. Sie sind nur in dem Sinn als konstruierte Sprachen zu verstehen, als dass sie zumeist aus einfachen Anweisungen bestehen, wie real existierende Wörter umzuformen sind.
Ein bekanntes Beispiel ist das französische Verlan („Umdrehung“ vom frz. (à) l'envers, „verkehrt herum“), in dem Silben vertauscht werden.
Die Löffelsprache ist ein Beispiel aus dem deutschen Sprachraum. Dabei wird nach jedem Vokal ein lew angehängt, worauf wieder der ursprüngliche Vokal folgt. Das Berner Mattenenglisch funktioniert ähnlich wie die Hamburger Kedelkloppersprook und das englische Pig Latin. Dabei wird die erste Silbe an den Schluss des Wortes gestellt und an den Anfang und/oder an das Ende des Wortes ein weiterer Vokal hinzugefügt. Rückwärtssprechen ist ebenfalls ein an verschiedenen Orten beliebtes Sprachspiel.

### Diverse

#### Lincos
1960 stellte Hans Freudenthal die Sprache Lincos (Abkürzung von lat. Lingua cosmica, „kosmische Sprache“) vor, mit der es möglich sein sollte, mit Außerirdischen in Kontakt zu treten und sich mit ihnen zu verständigen. Dazu entwickelte er einen schrittweisen mathematischen Aufbau, der es jedem intelligenten Wesen ermöglichen sollte, die Sprache zu lernen.

#### Voynich-Manuskript
Die Handschrift MS 408 der Universität Yale, besser bekannt als Voynich-Manuskript (benannt nach dessen Entdecker Wilfrid Michael Voynich) ist in einer unverständlichen Schrift verfasst worden, die bisher in keinem anderen Schriftstück gefunden wurde.

#### Starckdeutsch
Starckdeutsch (auch Siegfriedsch und Kauderdeutsch) ist eine Kunstsprache, die 1972 vom deutschen Maler und Dichter Matthias Koeppel erfunden wurde. Es zeichnet sich besonders durch Verdopplung und Verstärkung von Konsonanten, Diphthongierung von Vokalen sowie den ausschließlichen Gebrauch von unregelmäßigen Verben aus. Seine Verwendung findet es in satirischen Gedichten, jedoch ist bereits die gesamte Entwicklungsarbeit als eine Parodie auf sich selber zu verstehen.